# مبعد الفم

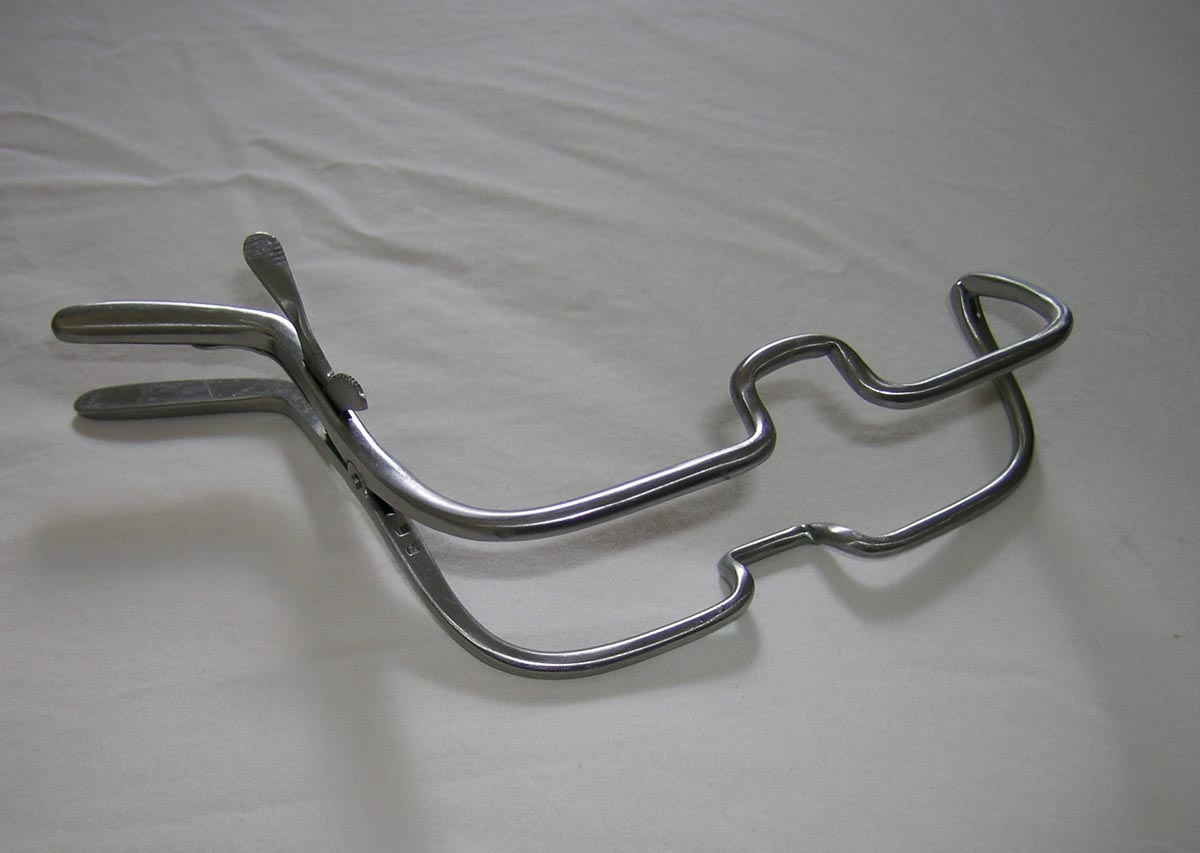
اداة يستعملها طبيب الأسنان للإبقاءعلى الفم مفتوحاً

مبعد الفم (تدعى أيضاً: قالب العضَة) أداة وتدية الشكل تُستخدم في طب الأسنان لأطباء الأسنان الذين يعملون مع الأطفال والمرضى الآخرين الذين يجدون صعوبة في إبقاء أفواههم مفتوحة وثابتة أثناء العمليات حيث يتم تخدير المريض. يحتوي مبعد الفم على نسيج يشبه المطاط ومصنوع عادةً من مادة فلكنة مطاط حراري (TPV). يأتي بأحجام مختلفة، من الأطفال إلى الكبار، وعادة ما يتم التخلص منها لاستخدام الأسنان الخلفية لتثبيتها في مكانها.